# Serra del Cadí
Pour les articles homonymes, voir Cadi (homonymie).
La serra del Cadí est un massif de montagnes de la chaîne des Pyrénées et se trouve en Catalogne, en Espagne. S'étirant d'ouest en est, il mesure 23 km de long pour 8 km de large. Il culmine au Vulturó, aussi appelé puig de la Canal Baridana, à 2 649 mètres, ce qui en fait un massif assez élevé et abrupt dans la région. Malgré cette altitude élevée, à cause de son détachement par rapport à la zone centrale des Pyrénées et de sa nature sédimentaire, la serra del Cadí est souvent considérée comme un massif pré-pyrénéen. Géologiquement parlant, elle est à la limite entre la zone axiale et la zone sud-pyrénéenne.

## Toponymie
Serra en catalan, ou sierra en espagnol, est un terme pré-latin proche du latin serra signifiant « scie ». Il désigne un relief de forme allongé, que ce soit une ligne de collines ou, comme pour la serra del Cadí, une chaîne de montagnes élevées.

## Géographie

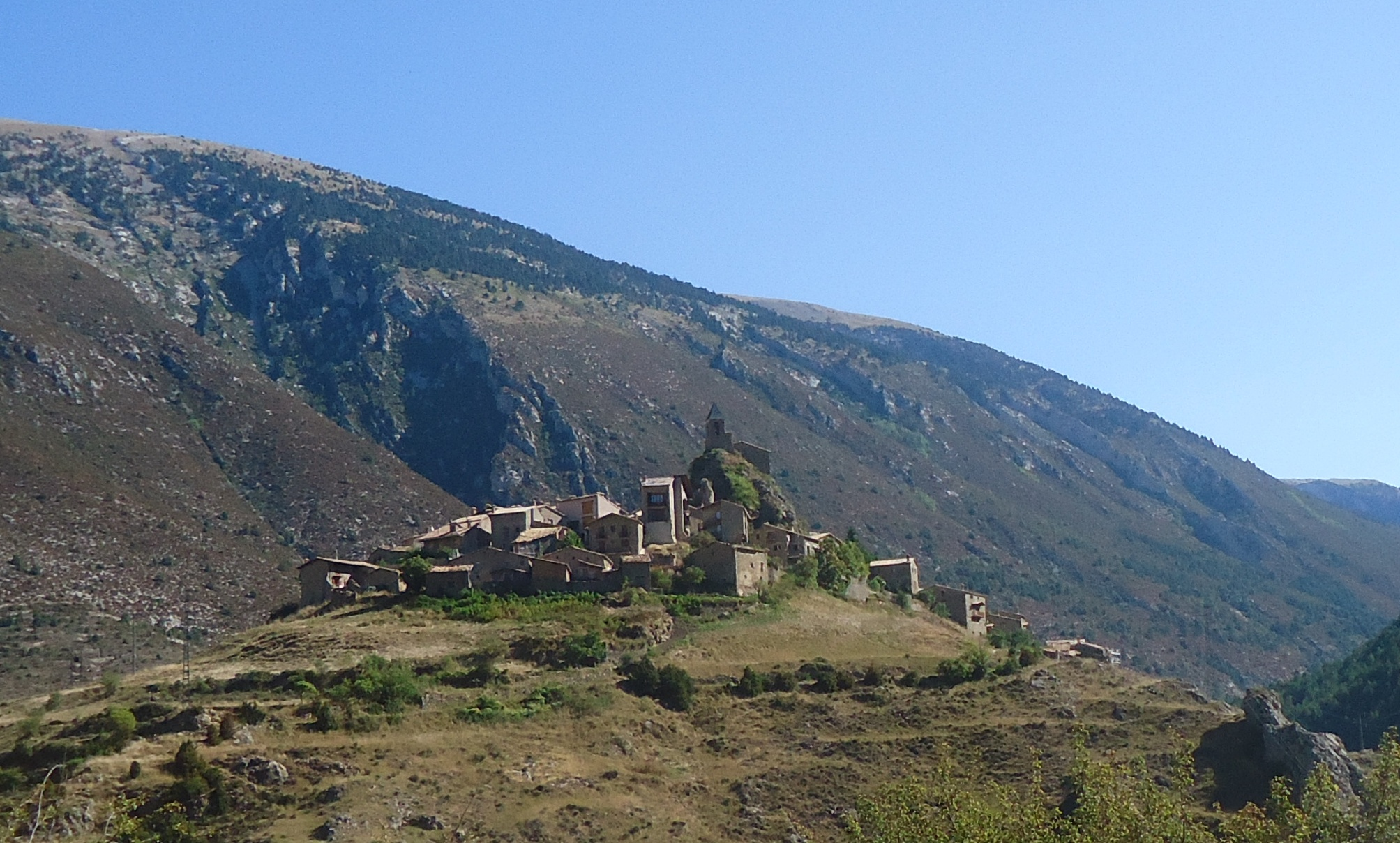
Village de Josa de Cadí.

La serra del Cadí suit un axe ouest-est, parallèlement à la zone centrale des Pyrénées au nord, dont elle est séparée par la rivière Sègre. Son cours vient de la Cerdagne à l'est et se dirige vers l'ouest jusqu'à La Seu d'Urgell puis oblique au sud en direction de l'Èbre, délimitant ainsi le massif du Cadí aussi à l'ouest et sud-ouest par ses affluents. Au sud se trouve la rivière Llobregat et ses affluents, et d'autres massifs de montagne plus mineurs comme la serra del Port del Comte, la serra del Verd, la massif du Pedraforca et la serra d'Ensija. Le massif du Cadí forme une continuité à l'est avec le serra de Moixeró, relié par le col de Tancalaporta (2 465 m). Le tout constitue une barre imposante d'environ 30 km de long qui s'étend suivant un axe ouest-est, et fait partie de la ligne de partage des eaux entre le Sègre et le Llobregat.
La crête culmine à 2 500–2 600 m. Les pentes nord forment une longue falaise de plus de 500 mètres de haut ; le versant sud, en revanche, est beaucoup plus doux dans la partie supérieure.
L'ensemble de la barrière du Cadí et Moixeró a longtemps constitué un obstacle à la communication entre les deux vallées, on peut la traverser à pied par le col de Pendís (1 820 m), les autres cols dépassant les 2 400 mètres comme le pas dels Gosolans (2 400 m) et le col de Tancalaporta (2 465 m). Depuis 1984, le tunnel du Cadi, qui traverse le Moixeró, relie la Basse-Cerdagne au nord à la vallée du Llobregat au sud.
Administrativement, le massif dépend aux trois quarts de la province de Lérida et pour un quart de la province de Barcelone au sud-est, et s'étend sur trois comarques : l'Alt Urgell, le Berguedà et la Basse-Cerdagne. Elle domine les villes de La Seu d'Urgell située au nord-ouest et Berga au sud-est. La population sur zone vit dans de petits villages d'altitude difficiles d'accès, comme Estana (1 483 m), Lletó (1 479 m) et Josa de Cadí (1 431 m). Des châteaux et des églises d'architecture romane sont présents, tels qu'aux villages de Saldes, Gósol, Josa de Cadí et Villec ; les sanctuaires de Gresolet, Bastanist et de Boscalt sont les témoins d'une population médiévale de densité comparable voire supérieure à celle d'aujourd'hui.

Vue panoramique de la serra del Cadí depuis le sud.

### Principaux sommets

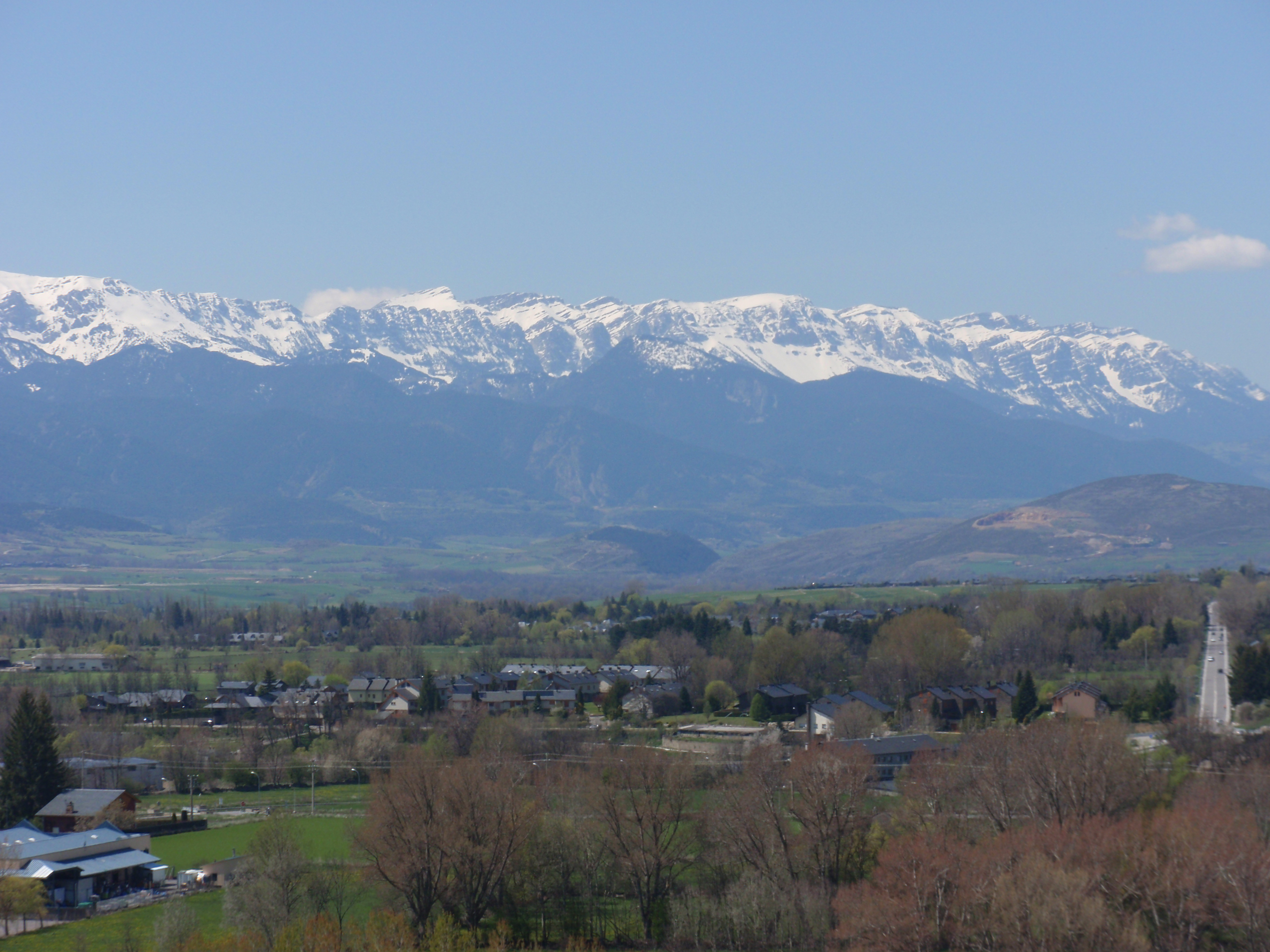
Vue des principaux sommets de la chaîne depuis Ger au nord-est.

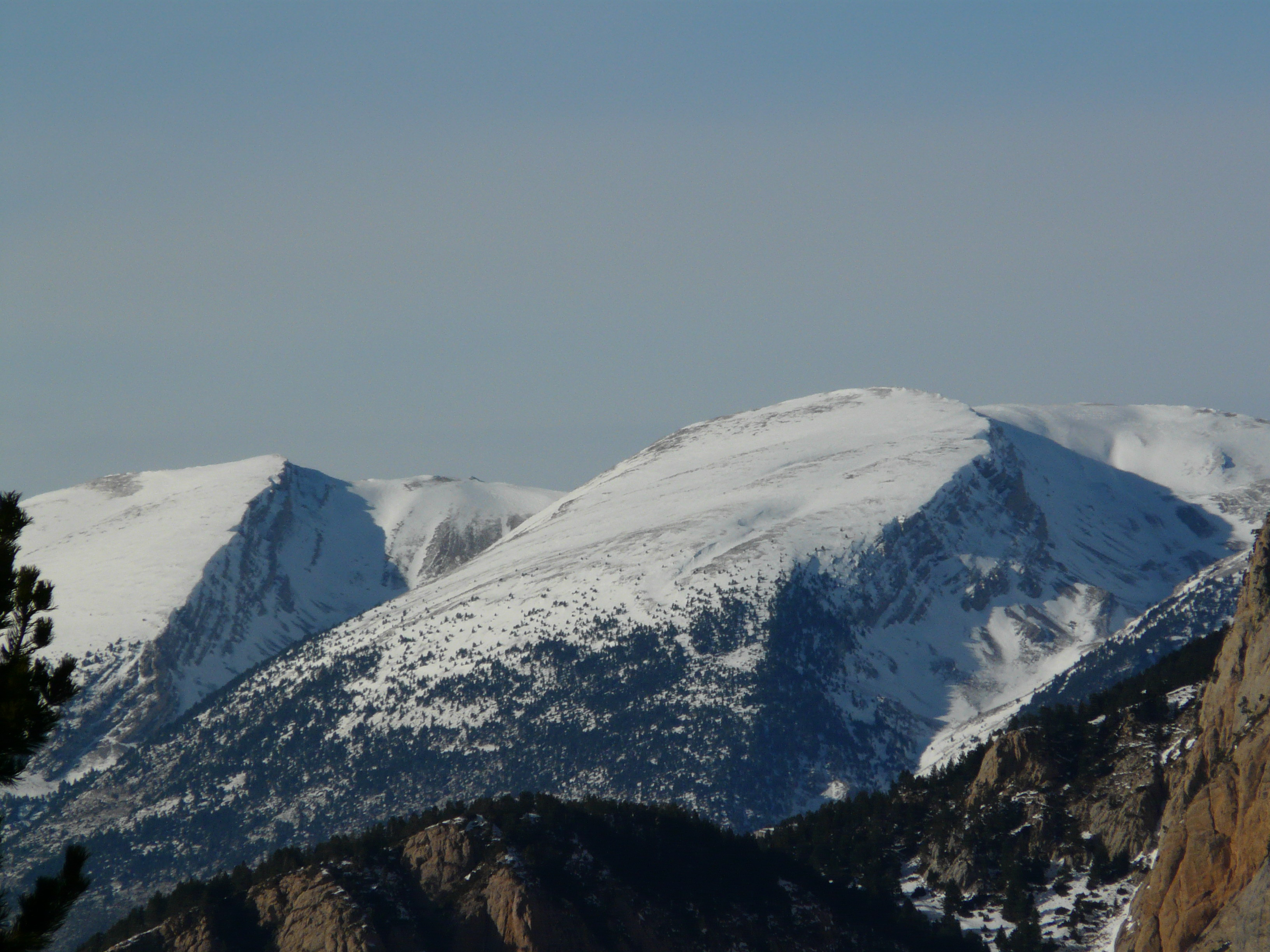
Le Vulturó (2649 m) depuis dels Rasos de Peguera.

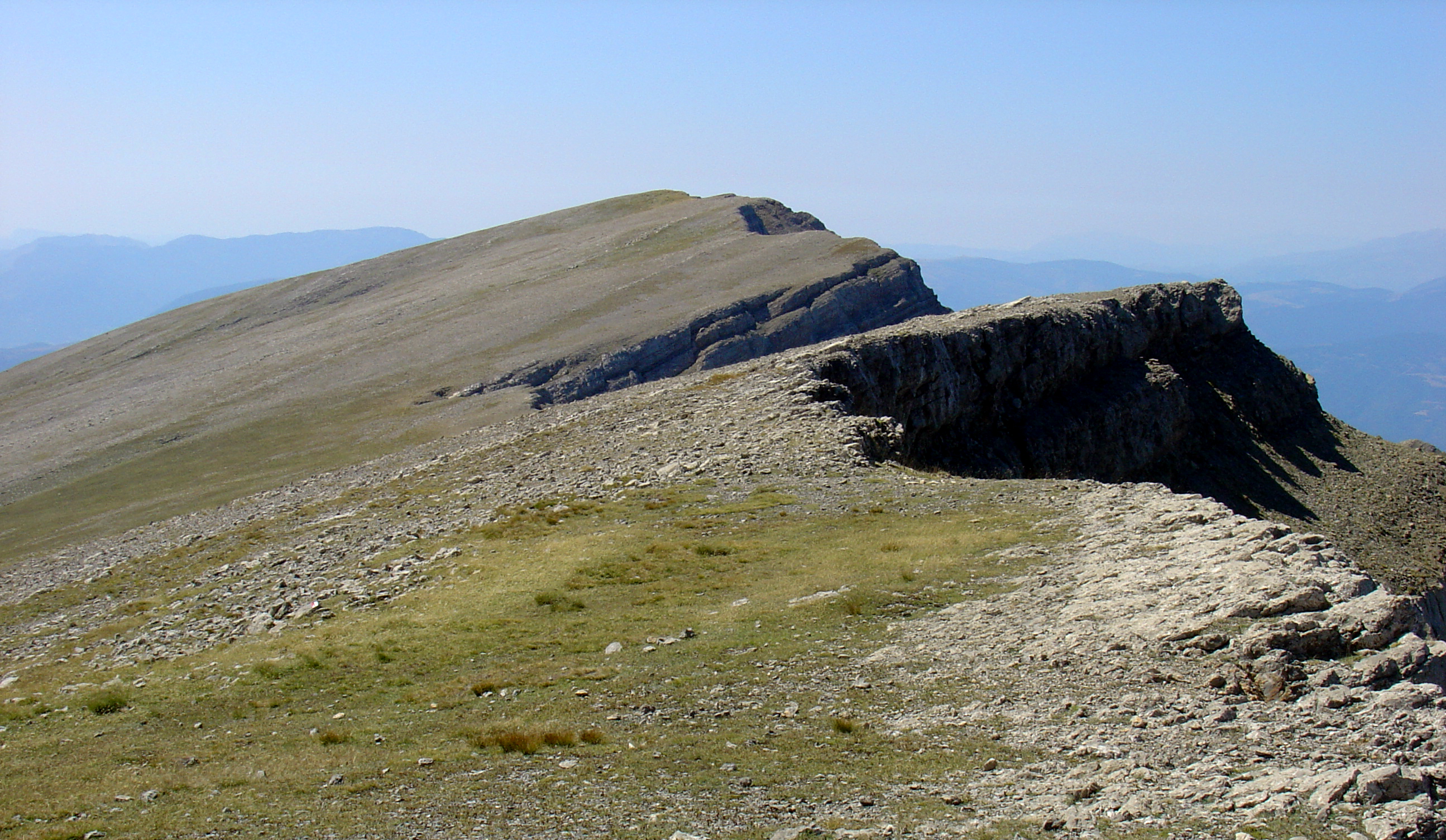
Torreta del Cadí (2562 m).

| Sommet                        | Altitude (mètres) |
| ----------------------------- | ----------------- |
| Vulturó                       | 2 649             |
| Pujolar de Roca Grossa        | 2 611             |
| Pic del Costa Cabirolera      | 2 604             |
| el Salt del Sastre            | 2 591             |
| Puig de la Canal del Cristall | 2 583             |
| Puig del Quer                 | 2 568             |
| Torreta de Cadí               | 2 562             |
| Comabona                      | 2 548             |
| Aguiló                        | 2 489             |
| Roca Grossa                   | 2 475             |
| Puig Terrers                  | 2 466             |
| Pic del Cabirol               | 2 456             |
| Roc de la Trona               | 2 454             |
| Roca del Viladre              | 2 452             |
| Cap de la Costa Verda         | 2 436             |
| la Roca Plana                 | 2 433             |
| Roca Verda                    | 2 399             |
| Roca del Mig                  | 2 389             |
| Portell de Cadí               | 2 388             |
| Roca del Gònec                | 2 383             |
| Roca de la Balma              | 2 382             |
| Cap de la Fesa                | 2 382             |
| Roca de l'Ordiguer            | 2 346             |
| Roca Dreta                    | 2 343             |
| Roc del Llamp                 | 2 328             |
| Roca Roja                     | 2 157             |

### Géologie

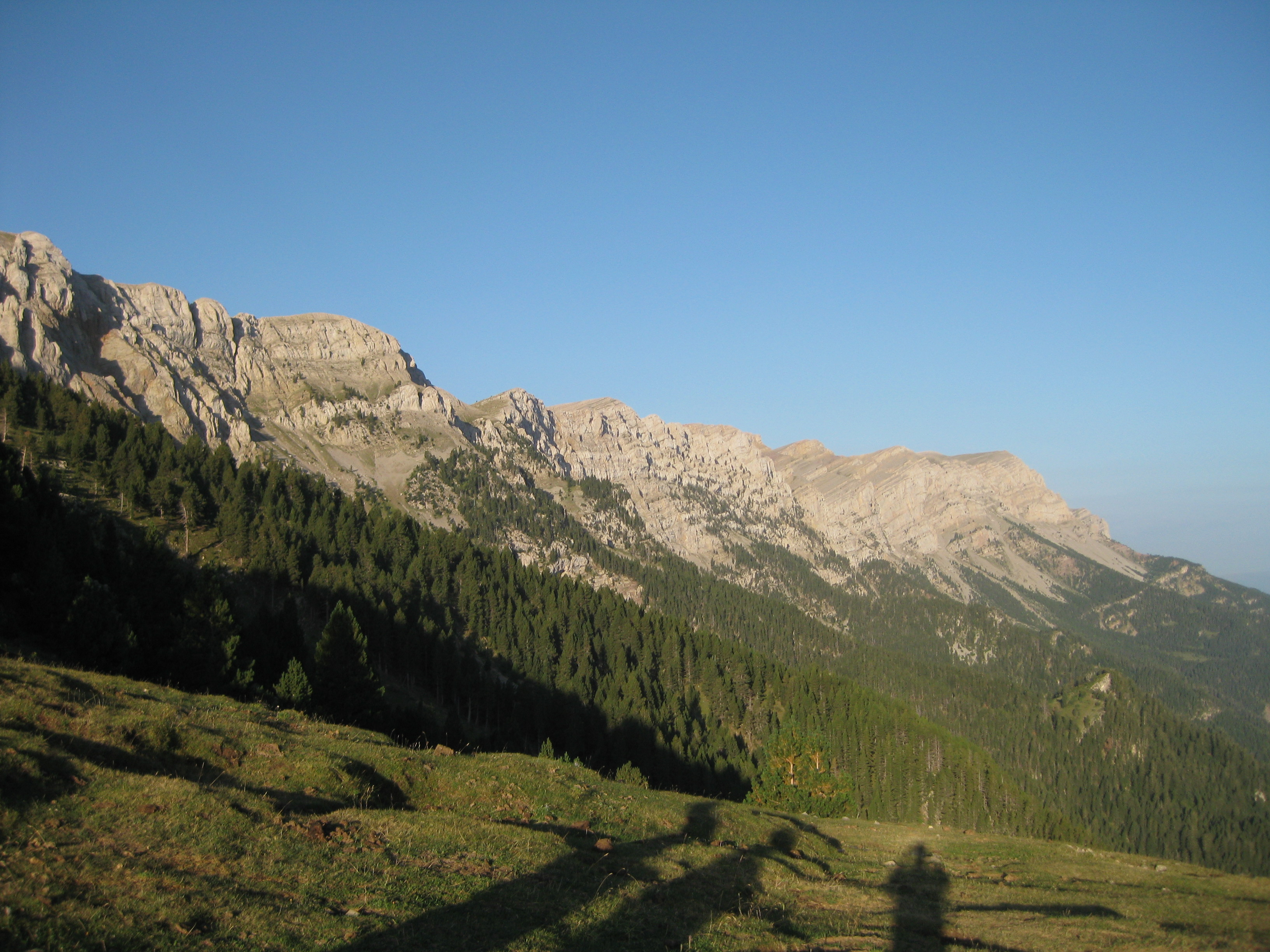
Vue du versant nord et de la chaîne de sommets calcaires.

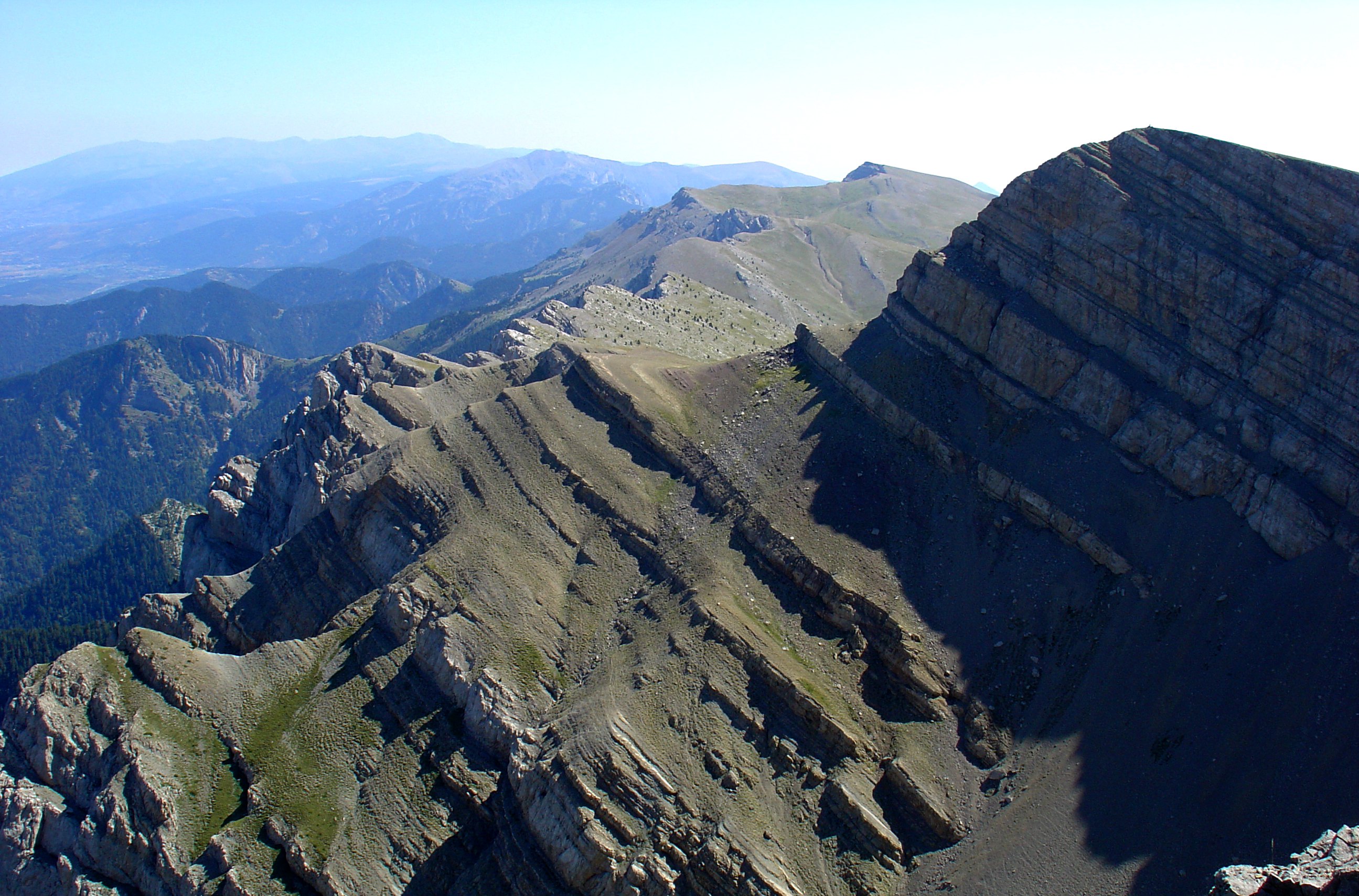
Vue côté nord des strates géologiques de type sédimentaire au pic del Costa Cabirolera (2604 m) mettant en évidence le pendage.

La serra del Cadí a été formée au Tertiaire et est constituée de roches sédimentaires de type calcaire.
Le versant sud et les sommets sont composés de matériaux calcaires et limoneux déposés à l'Éocène alors que le versant nord présente presque entièrement des matériaux provenant du Trias et du Jurassique. Le relief actuel s'est formé au Cénozoïque, conséquence de la poussée de la plaque ibérique qui a fait remonter du sud vers le nord les roches de la nappe de Cadí, puis la collision avec la plaque eurasiatique au nord entraîne la formation des Pyrénées et fait s'élever les terrains à plus de 2 000 m. Les couches sédimentaires ont été inclinées d'un angle de 40 à 50 degrés formant tout le versant sud jusqu'aux sommets. Le côté nord abrupt a été creusé au Quaternaire par des cirques glaciaires qui ont laissé le cirque du Feixanc et des moraines à la base de la montagne. Le retrait des glaciers a laissé place à la profonde vallée de la Sègre. Les terrains de la base du versant nord mis à nu par cette érosion sont des terrains anciens du Permien, ce qui marque le début de la zone axiale des Pyrénées.
En plus de séparer les Pré-Pyrénées de la chaîne axiale des Pyrénées, la serra del Cadí partage les eaux entre le réseau de vallées tributaires du Sègre sur le versant nord et les rivières tributaires du Llobregat sur le versant sud. Cependant, en raison de la nature calcaire du sol, une grande partie de la circulation de l'eau est souterraine et provoque de nombreux phénomènes karstiques.
Des roches volcaniques (dacites) ont été retrouvées sur le piton rocheux au niveau du Prat d'Aguilo (prairie de l'aigle), versant nord. Leur origine remonte au Permien à la fin de l'orogenèse varisque. Il s'agit des restes d'une ancienne caldeira volcanique parmi les quatre bassins tardihercyniens mis en évidence dans les Pyrénées catalanes : bassin de Malpàs-Sort, bassin du Cadí, bassin de Neva-Campelles-Bruguera, et bassin de Crèixer-Castellar de n'Hug-Camprodon.

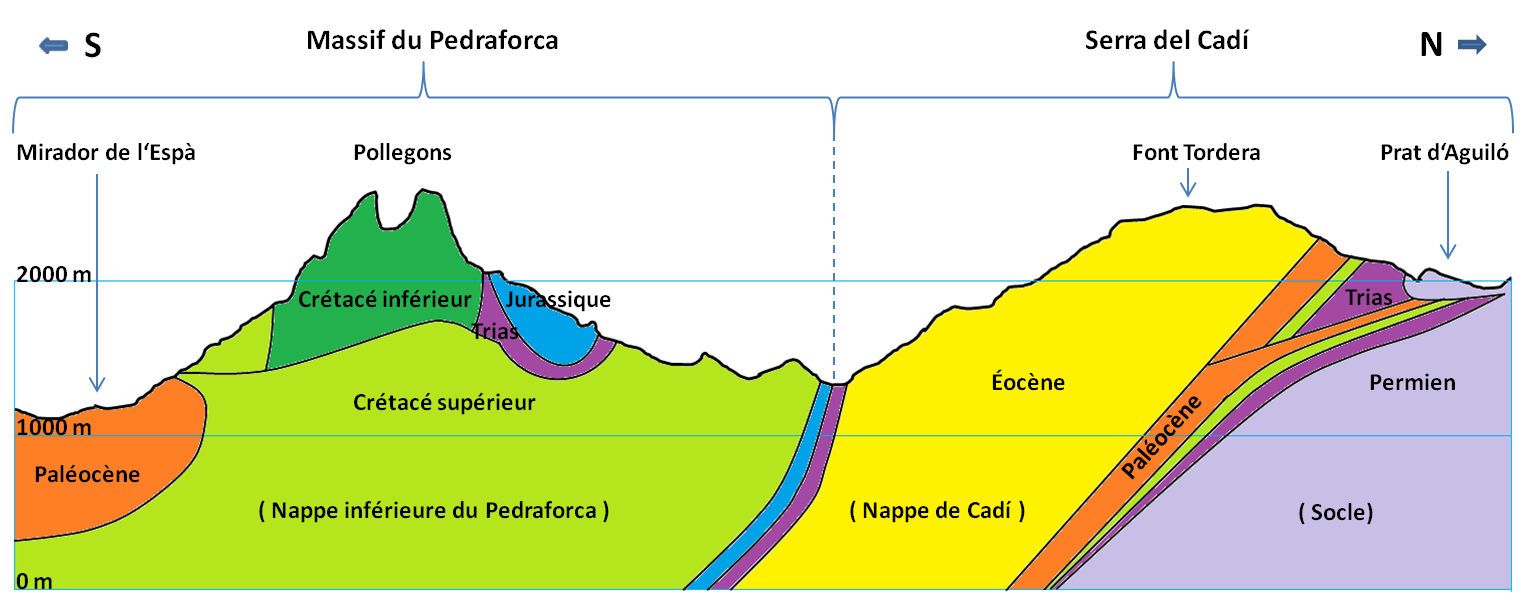
Coupe géologique des massifs de Pedraforca et Cadí,. Couleurs des roches, des plus âgées au plus récentes : gris = Permien, violet = Trias, bleu = Jurassique, vert foncé = Crétacé inférieur, vert clair = Crétacé supérieur, orange foncé = Paléocène, jaune = Éocène.

### Climat
Le climat local est un mélange de climat méditerranéen et de climat montagnard, caractérisé par :
- une pluviométrie notable, 1 200 mm en moyenne par an, mais avec un fort gradient allant de 1 500 mm par an dans la partie est à 700 mm dans la partie inférieure de l'ouest[9]. Une grande partie des précipitations est constituée de neige et, au sommet, la période d'enneigement dure de novembre à mai[9] ;
- un régime de basses températures tout au long de l'année, comparé au climat général en Catalogne : les hivers sont très froids (jusqu'à −20 °C) et les étés sont frais. La température moyenne annuelle varie entre 11 °C dans les parties basses de l'Alt Urgell et 0 °C pour les plus hauts sommets[9]. À environ 2 400 m, la moyenne annuelle est de 1 à 2 °C, avec un minimum de −7 à −8 °C en hiver, et un maximum de 11 à 12 °C en été.

### Faune et flore

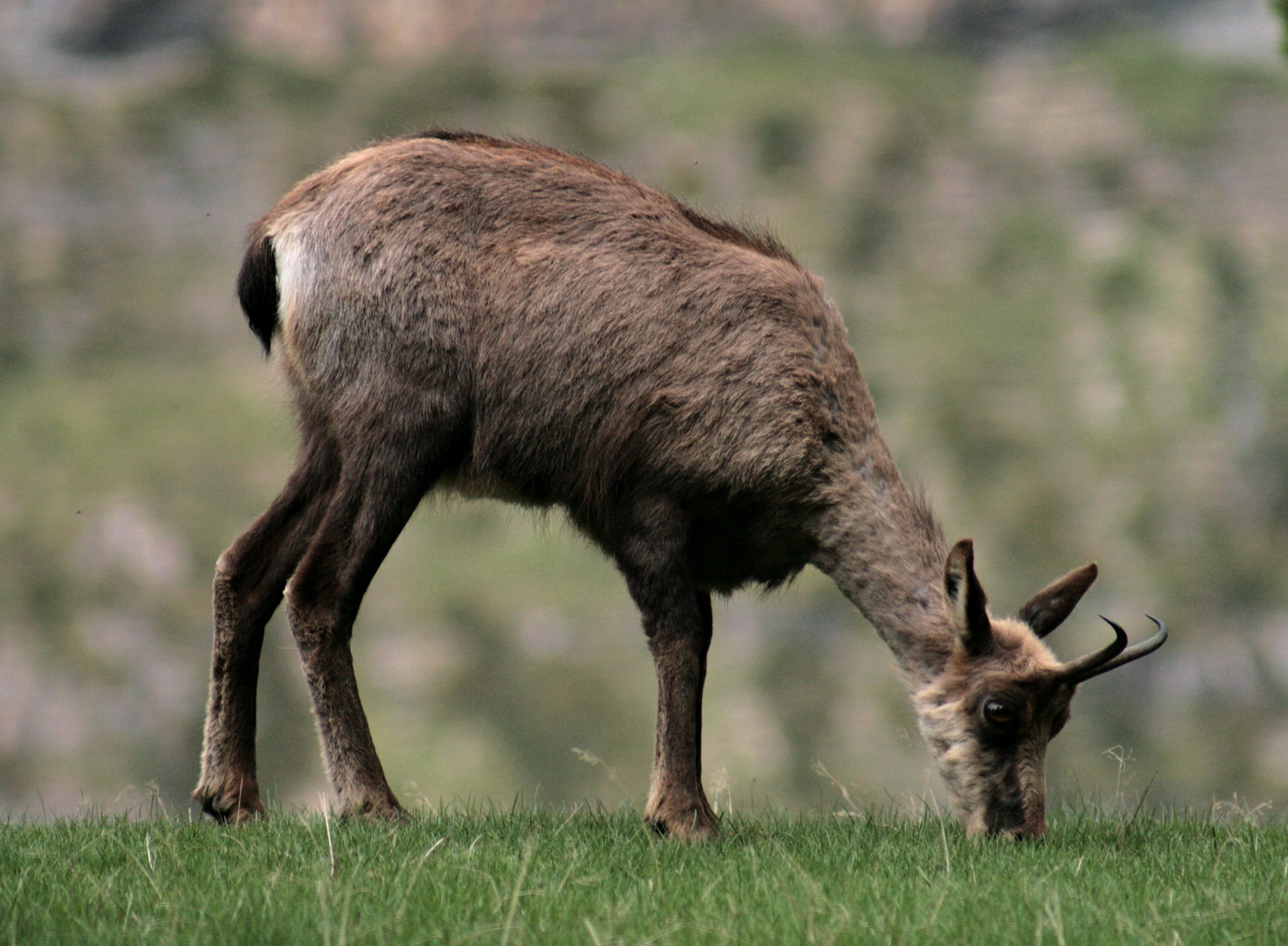
Isard (Rupicapra pyrenaica).

La végétation naturelle est abondante : forêts de pin rouge et forêts résiduelles de chênes dans les secteurs inférieurs, forêts de pin à crochet (Pinus uncinata) jusqu'à l'altitude de 2 200 m, puis des prairies de montagne en-haut avec présence de la gentiane des Alpes (Gentiana alpina). Des peuplements de sapin et le hêtre sont présents dans des zones plus humides.
Parmi les grands mammifères, on trouve l'isard (Rupicapra pyrenaica), le cerf (Cervus elaphus) et le chevreuil (Capreolus capreolus).
Considéré comme éteint en Catalogne depuis 80 ans, un loup a été découvert en 2008 dans la serra del Cadí. Il ne viendrait pas de l'Ouest de l'Espagne mais plutôt de l'Italie via la France (Canis lupus italicus).
Enfin, on note une espèce d'escargot endémique et rare des Pyrénées, Pyrenaearia parva. Il n'a été identifié qu'en Andorre et dans le parc naturel de Cadi-Moixero, spécialement la zone de Cadí et Pedraforca, c'est une espèce vulnérable et protégée.

## Activités

### Protection environnementale

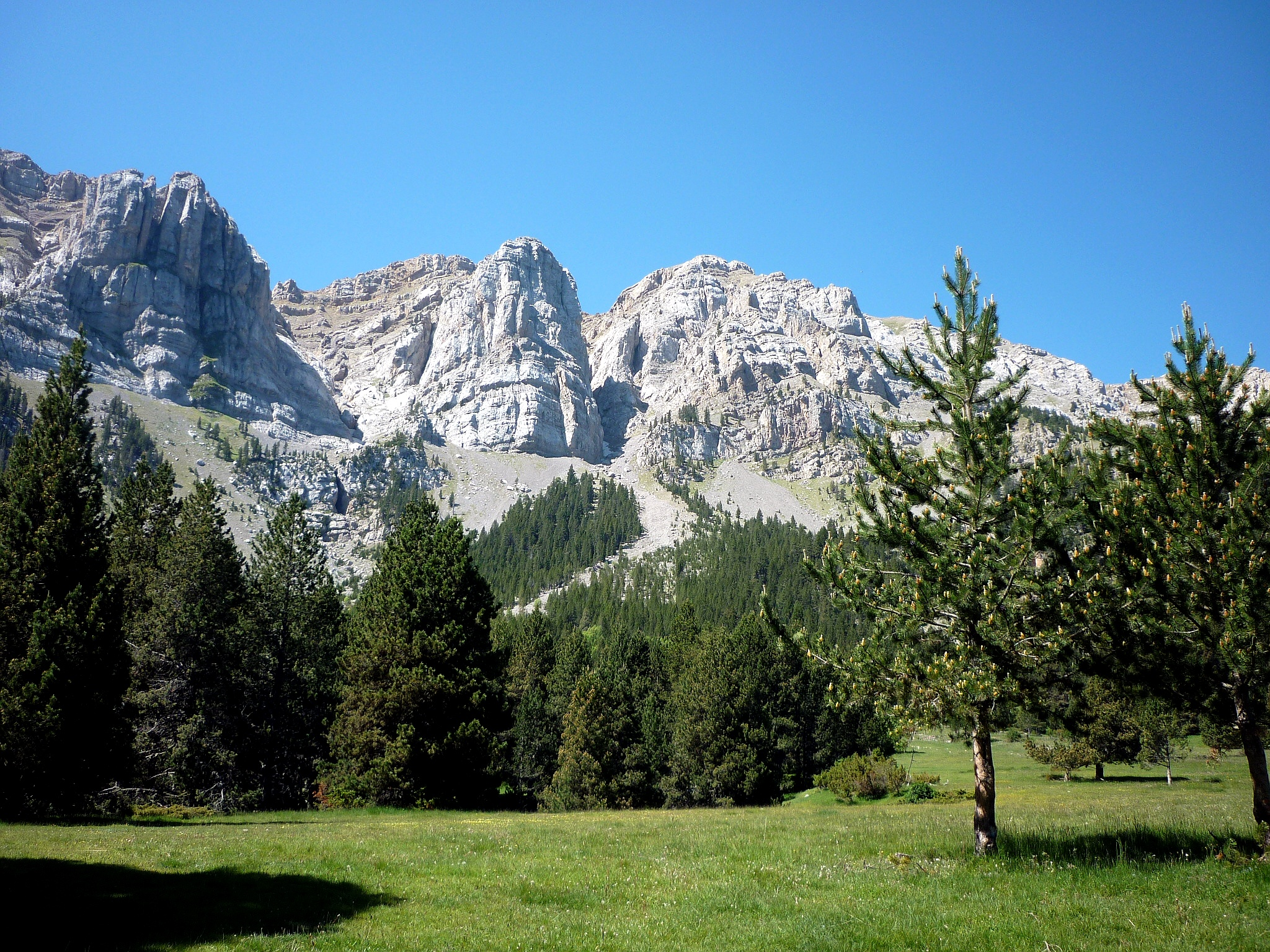
Prat del Cadí (nord-ouest du massif) : forêt de pins à crochets (Pinus uncinata) et de sapins communs (Abies alba) du parc naturel. En arrière-plan, de gauche à droite : parois d'escalade du Roca Verda, du Roca de l'Ordiguer et du puig del Quer.

Avec la serra de Moixeró et le Pedraforca, ce massif forme le parc naturel de Cadi-Moixero. Créé en juillet 1983, le parc naturel de montagne s'étend sur 41 342 hectares et constitue l'un des plus grands parcs naturels de Catalogne. L'altitude varie entre 800 et 2 649 m au Vulturó.
Le parc s'étend sur trois comarques : l'Alt Urgell, le Berguedà et la Basse-Cerdagne.

### Randonnées et escalade

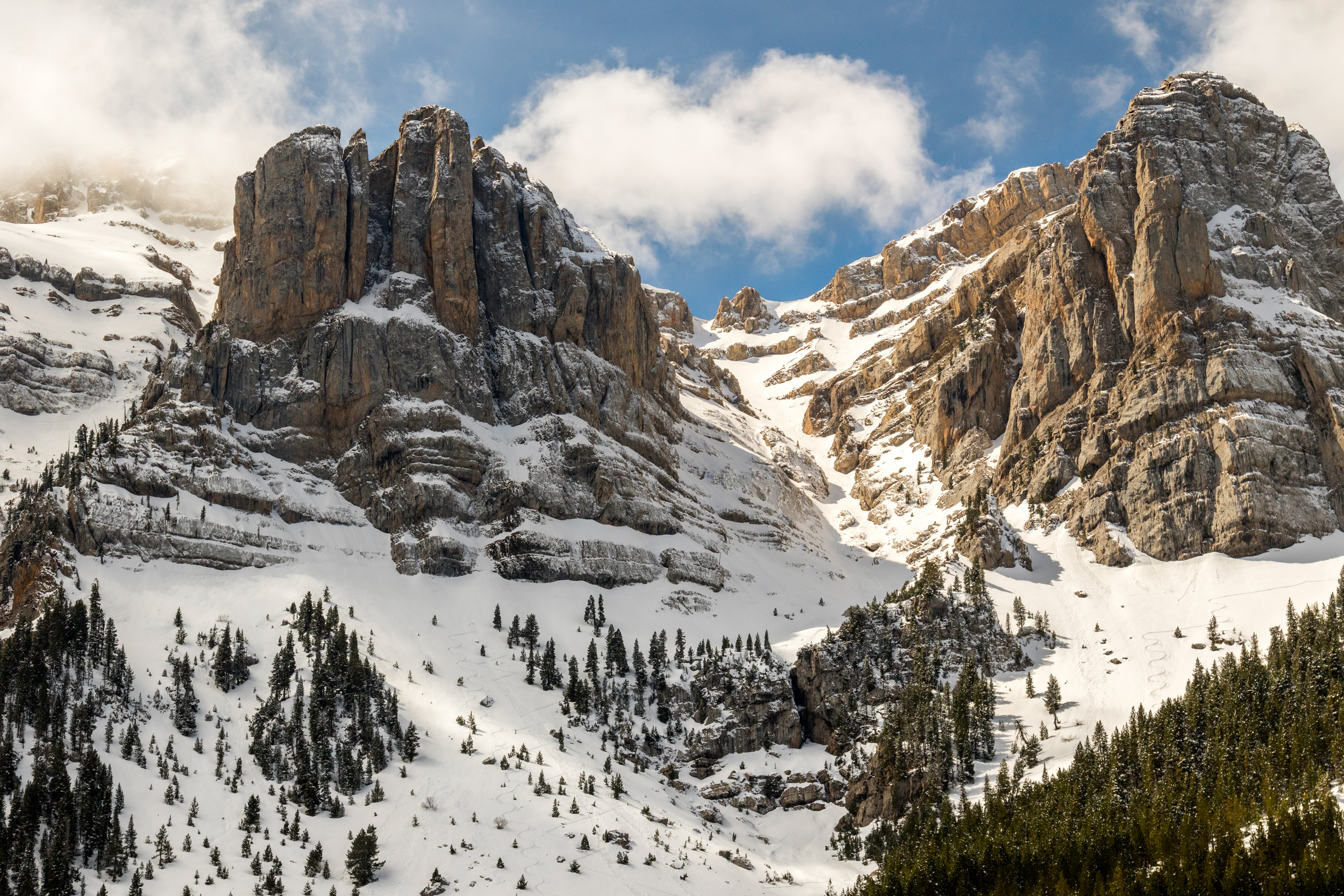
Couloir d'ascension hivernale sur la face nord du massif.

Sur les falaises du Cadí se pratique une escalade très difficile, en particulier dans le secteur du rocher vert (depuis 1959) et du rocher d'Ordiguer (depuis 1965). La serra del Cadí offre l'hiver un nombre important de couloirs, relativement courts et peu engagés. Si les couloirs classiques sont très fréquentés, il est facile de se retrouver seul dès que l'on s'éloigne un peu des couloirs de l'Ordiguer ou autre Canal de Cristall.
Le refuge de Prat d'Aguiló (Refugi Prat d'Aguiló, 2 037 m) installé dans la prairie d'Aguiló et d'autres constructions postérieures ont rendu les différents itinéraires de ce massif plus accessibles. Par exemple, il faut compter 4 heures depuis le village de Montellà jusqu'au refuge, puis ne compter qu'une heure à une heure trente pour accéder aux différents sommets depuis le refuge.

### Économie
L'économie repose sur l'exploitation de la végétation, qu'il s'agisse de forêts ou de bétail. La région mise sur l'essor du tourisme dans le secteur. Le parc naturel de Cadi-Moixero compte 400 km de sentiers balisés avec 3 sentiers de grande randonnée (sentier européen E4, sentier européen E7 et le GR 107 longitudinal sur la crête), propose des activités sportives d'hiver (raquette, motoneige, ascension), et possède des zones de pêche contrôlée et une réserve de chasse à l'isard.